# در کمال خونسردی (مجموعه تلویزیونی)
در کمال خونسردی (انگلیسی: In Cold Blood; کره‌ای: 피도 눈물도 없이) یک مجموعه تلویزیونی محصول کره جنوبی با بازی لی سو یون، ها یون جو، اوه چانگ سوک، جانگ سه هیون، پارک شین وو و جونگ چان است. این مجموعه از ۲۲ ژانویه تا ۱۴ ژوئن ۲۰۲۴، روزهای دوشنبه تا جمعه ساعت ۱۹:۵۰ (کی‌اس‌تی) از کی‌بی‌اس۲ پخش شد.